# Teopisto Valderrama Alberto
Teopisto Valderrama Alberto (* 19. September 1912 in Bagamanoc, Catanduanes; † 2. Mai 1996) war ein römisch-katholischer Geistlicher, der zwischen 1952 und 1959 Bischof von Sorsogon sowie von 1965 bis 1983 Erzbischof von Caceres war.

## Leben
Alberto wurde am 7. März 1937 zum Priester geweiht und am 10. Juli 1952 zum ersten Bischof von Sorsogon ernannt. Als solcher empfing er am 7. Oktober 1952 die Bischofsweihe durch den Apostolischen Nuntius auf den Philippinen Erzbischof Egidio Vagnozzi, dessen Mitkonsekratoren der Weihbischof des Erzbistums Nueva Segovia und Titularbischof von Limata Juan C. Sison sowie der Bischof von Legazpi Flaviano Ariola waren. Am 7. September 1959 wurde er zum Koadjutor des Erzbistums Caceres sowie Titularerzbischof von Amastris ernannt. Sein Nachfolger als Bischof von Sorsogon wurde daraufhin Arnulfo Arcilla.
Am 6. April 1965 wurde Alberto Nachfolger von Pedro Paulo Santos Songco Erzbischof von Caceres. Am 20. Oktober 1983 trat er von diesem Amt zurück, woraufhin Leonard Zamora Legaspi sein Nachfolger wurde. 1964 und 1965 nahm er an der dritten und vierten Sitzungsperiode des Zweiten Vatikanischen Konzils teil. Als Erzbischof spendete er die Bischofsweihe am 30. April 1967 an Jesus Varela, am 5. Juli 1967 an Carmelo Dominador Flores Morelos sowie am 1. September 1974 an Celestino Rojo Enverga.

## Weblink
- Eintrag zu Teopisto Valderrama Alberto auf catholic-hierarchy.org

| Vorgänger                 | Amt                              | Nachfolger             |
| ------------------------- | -------------------------------- | ---------------------- |
| Bistum neu geschaffen     | Bischof von Sorsogon 1952–1959   | Arnulfo Arcilla        |
| Pedro Paulo Santos Songco | Erzbischof von Caceres 1965–1983 | Leonard Zamora Legaspi |

| Personendaten    | Personendaten                                     |
| ---------------- | ------------------------------------------------- |
| NAME             | Alberto, Teopisto Valderrama                      |
| KURZBESCHREIBUNG | philippinischer Geistlicher, katholischer Bischof |
| GEBURTSDATUM     | 19. September 1912                                |
| GEBURTSORT       | Bagamanoc, Catanduanes                            |
| STERBEDATUM      | 2. Mai 1996                                       |